# Hyposmocoma epicharis
Hyposmocoma epicharis (лат.) — вид роскошных молей эндемичного гавайского рода Hyposmocoma.

## Описание
Бабочки с размахом крыльев до 30 мм бледно-охристой окраски. Первый членик усиков их сверху буроватый. Поверхность передних крыльев покрыта многочисленными бледно-палево-охристыми чешуйками, особенно много их у основания и под складкой крыла. На крыле также имеются три небольшими коричневых пятна. Реснички по краю крыла бледно-охристые. Задние крылья соломенно-беловатые с выраженным блеском, реснички по их краю охристые. Ноги беловато-охристые.

## Распространение
Встречается на острове Молокаи.